# Mustamäe (skocznia)
Mustamäe – kompleks czterech skoczni narciarskich w stolicy Estonii, Tallinnie powstały w 1933, a w późniejszym czasie modernizowany. W latach 1935–1952 sześciokrotnie gościł mistrzostwa Estonii w skokach narciarskich.